# Ciclón Idai
El ciclón tropical intenso Idai es uno de los peores ciclones tropicales de los que se tiene constancia en África y en todo el hemisferio sur. Es la décima tormenta nombrada y el séptimo ciclón tropical intenso de la temporada de ciclones en el suroeste del Índico de 2018-19. El ciclón ha devastado varios países, dejando más de 1 000 muertos y cientos de desaparecidos, así como más de tres millones de afectados. 
Idai se originó a partir de una depresión tropical que se formó frente a la costa oriental de Mozambique el 4 de marzo de 2019. La depresión tocó tierra y se mantuvo como un ciclón tropical durante la totalidad de su viaje por tierra. El 9 de marzo, la depresión reapareció en el canal de Mozambique y se actualizó a tormenta tropical moderada el siguiente día. El sistema comenzó una etapa de rápida intensificación, alcanzando una intensidad máxima inicial de ciclón tropical intenso con vientos de 175 km/h (110 mph) el 11 de marzo. Luego comenzó a debilitarse debido a los cambios estructurales en curso dentro de su núcleo interno, cayendo a la intensidad de los ciclones tropicales. La intensidad permaneció estancada durante aproximadamente un día antes de que comenzara a intensificarse. El 14 de marzo, Idai alcanzó la intensidad máxima con vientos sostenidos máximos de 195 km/h (120 mph) y una presión central mínima de 940 hPa (27.76 inHg). Idai comenzó a debilitarse a medida que se acercaba a la costa de Mozambique debido a condiciones menos favorables. El 15 de marzo, Idai tocó tierra cerca de Beira, Mozambique, como un ciclón tropical intenso. 
Idai causó vientos fuertes y graves inundaciones en Madagascar, Malaui, Zimbabue y Mozambique, que mataron a 958 personas. Se produjeron daños catastróficos, especialmente en la ciudad mozambiqueña de Beira. El presidente de Mozambique declaró que más de 1000 personas podrían haber muerto a causa del ciclón, desatándose una de las peores crisis humanitarias en la historia del país.

## Historia meteorológica
Una depresión tropical se formó al oeste de la costa de Mozambique el 4 de marzo, según detectó la agencia meteorológica francesa apostada en Reunión. Posteriormente, la depresión tropical se desvió hacia el noreste muy lentamente, tocando tierra en Mozambique ese mismo día. El 6 de marzo, la depresión tropical 11 recibió una advertencia de desarrollo de ciclones tropicales amarillos en el Centro Conjunto de Advertencia de Tifones (JTWC). El 7 de marzo, la tormenta giró de oeste a sudoeste, mientras seguía manteniendo su identidad tropical por tierra. El 8 de marzo, la depresión tropical 11 se debilitó y se volvió hacia el este. A principios del 9 de marzo, la depresión tropical emergió en el canal de Mozambique y comenzó a organizarse. El mismo día, el Centro Conjunto de Advertencia de Tifones (JTWC) declaró que el sistema tenía una alta probabilidad de génesis hacia un ciclón tropical, y más tarde ese mismo día, el sistema se fortaleció en una tormenta tropical moderada y recibió el nombre de Idai. El 10 de marzo, Idai comenzó a intensificarse rápidamente, convirtiéndose en un ciclón tropical cerca de Madagascar, y el sistema dio un giro más hacia el oeste.
A las 12:00 UTC del 11 de marzo, Idai alcanzó su pico de intensidad como tormenta tropical con vientos de 175 km/h durante 10 minutos. El centro conjunto de advertencia de ciclones estimó una fuerza de 195 km/h por un periodo de 1 minuto, lo equivalente a un huracán de categoría 3.
A las 00:00 UTC del 15 de marzo se reportó que Idai había tocado tierra junto a la ciudad de Beira, con vientos de 165 km/h. El JTWC dio entonces su última alerta sobre el ciclón indicando que el ciclón tenía una disminución de la convección de la pared del ojo y el calentamiento de la cima de las nubes. El ciclón perdió fuerza rápidamente tras tocar tierra. A las 06:00 UTC, había degenerado a una depresión terrestre. Se continuó monitorizando a Idai durante los siguientes días.

## Impacto

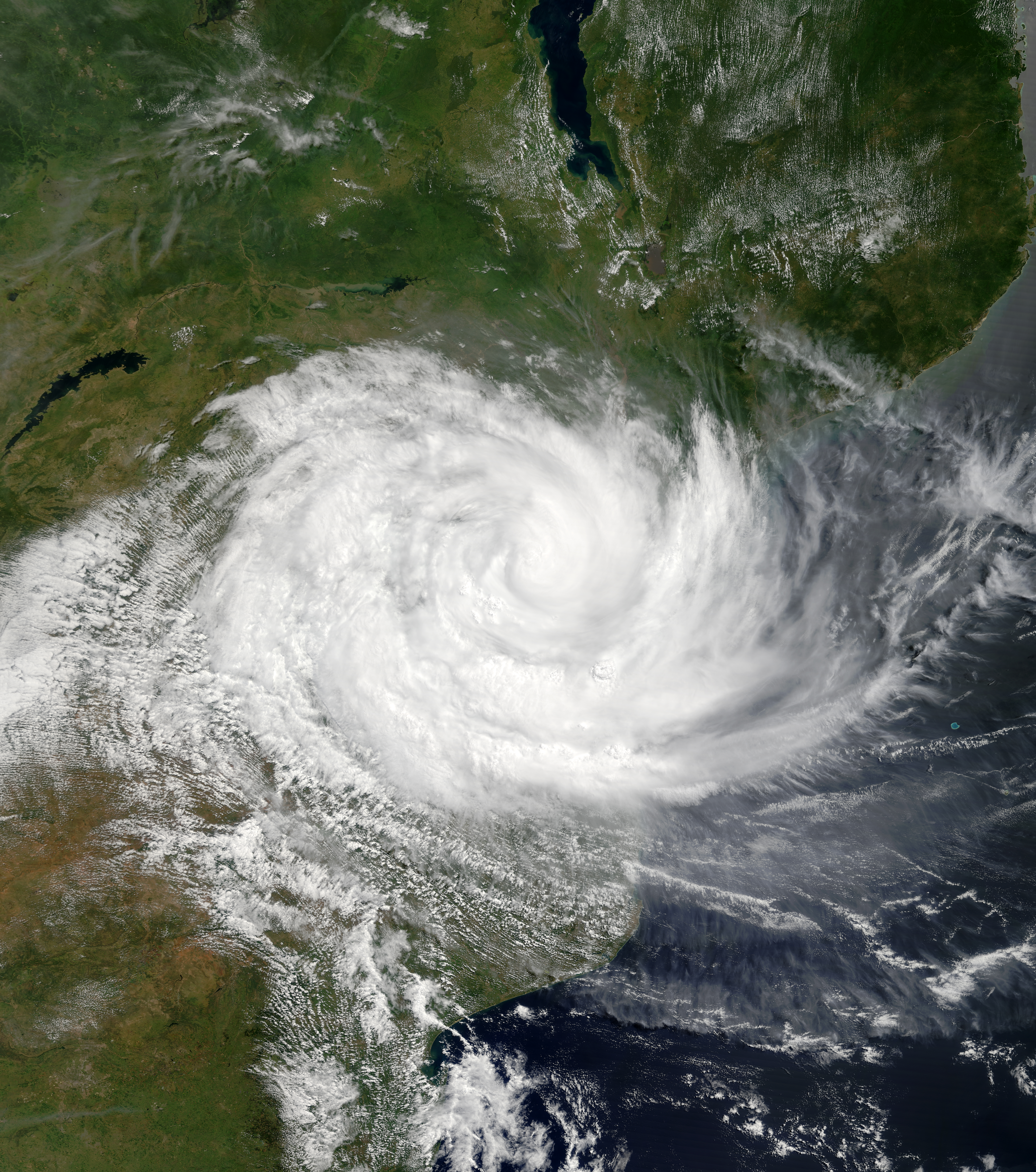
Idai tras tocar tierra en Mozambique por segunda vez el 15 de marzo de 2019.

Idai causó graves inundaciones en Madagascar, Malaui, Mozambique y Zimbabue. Idai y su sistema precursor de baja presión causaron centenares de muertes en el sur de África. Más de 3 millones de personas sufrieron los efectos directos del ciclón. La ONU cuantificó los daños en total en unos mil millones de dólares, convirtiéndose así en el ciclón más costoso del suroeste índico.

### Madagascar
Mientras estaba sobre el canal de Mozambique, el sistema trajo fuertes lluvias al noroeste de Madagascar, con acumulaciones localizadas de aproximadamente 400 milímetros. Las inundaciones y corrimientos de tierra mataron a una persona en Besalampy, dejaron otras dos desaparecidas y afectaron a otras 1 100, dañando 137 hogares.

### Malaui
Como depresión tropical, aún durante la formación del ciclón, Idai trajo tormentas torrenciales al sur de Malaui, tras las cuales 60 personas fueron reportadas muertas y otras 577 resultaron heridas. Las áreas afectadas habían visto un aumento de las lluvias en enero, lo que aumentó el riesgo de inundaciones. Las fuertes inundaciones de Idai comenzaron el 9 de marzo, haciendo desaparecer puentes, carreteras y casas. Catorce distritos sufrieron los daños de las inundaciones, especialmente los de Njanse y Phalombe. Dos plantas hidroeléctricas del río Shire fueron afectadas y tuvieron que detener su actividad, reduciendo así la producción hidroeléctrica del país de 320MW a 50MW. El desastre afectó a 922 900 personas a lo largo de todo el país. 125 382 personas fueron desplazadas o perdieron sus hogares. El gobierno de Malaui estimó en $16.4 millones el dinero necesario para hacer frente a los daños originados por las inundaciones.

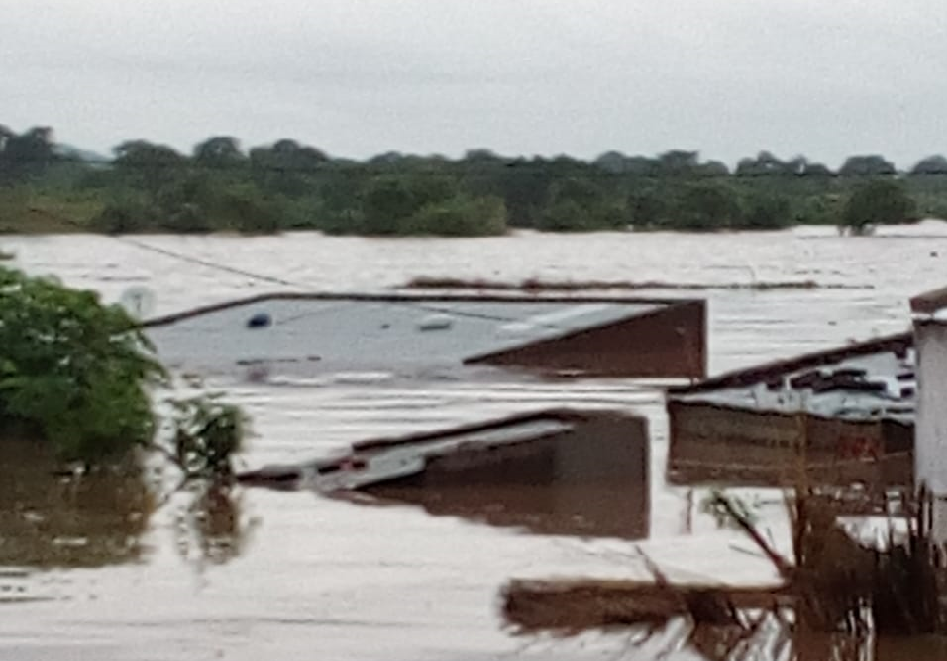
Casas inundadas en Tete, Mozambique, tras la primera incursión en tierra de Idai.

### Mozambique
En Mozambique, las inundaciones desde las zonas bajas mataron a 66 personas e hirieron a 111 más. Se informó que 5 756 casas fueron destruidas, mientras que otras 15 467 viviendas resultaron afectadas. Además, ocho hospitales y 938 aulas resultaron destruidas. Las inundaciones arrasaron también con 168 mil hectáreas de cultivos. El gobierno solicitó 1.1 billones de meticales ($17.6 millones de dólares estadounidenses) para proveer asistencia a las víctimas de las inundaciones.
El 15 de marzo, cuando Idai tocó tierra por segunda vez, cerca de Beira, Idai produjo una marejada ciclónica en la ciudad de 4.4 metros de altura. Junto con las lluvias torrenciales, se produjeron inundaciones desastrosas en la región. Las extensas áreas inundadas fueron denominadas como "un océano interior" que incluso fue visible desde el espacio exterior. Medio millón de personas en la ciudad quedaron sin energía eléctrica. Las precipitaciones en la ciudad excedieron los 200 milímetros con totales superiores a los 600 milímetros caídos en la cercana localidad de Chimoio. El 23 de marzo, el ministro de medio ambiente de Mozambique, Celso Correia, informó que el número de fallecidos estaba situado en 493, así como 1 528 personas heridas. Días más tarde, la cifra de fallecidos aumentó hasta los 598. La Cruz Roja reportó que un 90% del área en Beira resultó totalmente destruida. La Federación Internacional de Sociedades de la Cruz Roja y la Media Luna Roja describió el daño en la región como “masivo y horrible", mientras que el presidente de Mozambique informó que podría haber más de 1000 muertos en el país. Se reportó la presencia cadáveres flotando en lugares inundados en Beira días después de la tormenta. Días después de tocar tierra, los ríos Pungwe y Buzi, en el centro de Mozambique, desbordaron sus orillas. El presidente mozambiqueño declaró que "pueblos enteros habían desaparecido" bajo las cuencas de los ríos Buzi y Pungwe. La ciudad de Buzi continuó inundándose hasta el 20 de marzo, poniendo en grave riesgo a sus 200 000 habitantes. Miles de personas permanecieron días atrapadas en sus tejados esperando ser rescatadas. Se estima que el agua alcanzó los 6 metros, sumergiendo a comunidades enteras.

### Zimbabue
Fuertes lluvias cayeron en gran parte del este de Zimbabue mientras el ciclón serpenteaba a lo largo de la frontera con Mozambique. Las lluvias más fuertes cayeron en el distrito de Chimanimani, con acumulaciones que alcanzaron los 200–400 mm. Se produjeron inundaciones repentinas generalizadas, que se cobraron al menos 415 vidas y dejaron 217 personas desaparecidas. Los distritos de Chimanimani y Chipinge resultaron muy afectados, con inundaciones repentinas generalizadas. El río Nyahonde se desbordó e inundó varias comunidades. La destrucción de numerosos puentes y carreteras en el este de Chimanimani aisló a muchos residentes.

## Reacción internacional

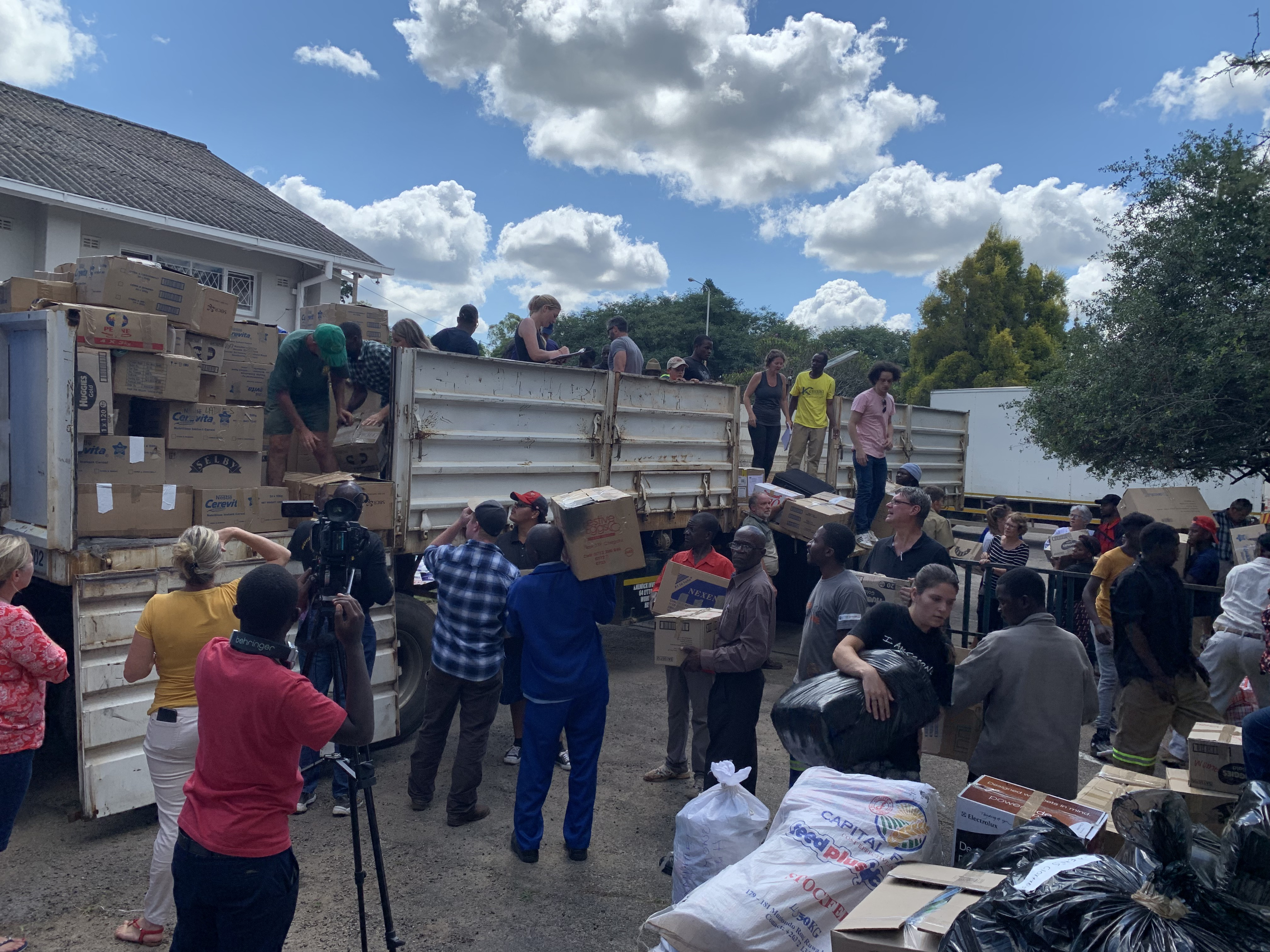
Voluntarios movilizando ayuda humanitaria para los afectados por el ciclón Idai en el distrito de Chimanimani, Zimbabue.

La Federación Internacional de Sociedades de Cruz Roja y Media Luna Roja consideró el desastre como una de las peores crisis humanitarias en la historia de Mozambique. Tras sobrevolar la ciudad de Beira estimaron que podría haber más de 1000 fallecidos, y que la ciudad había desaparecido en un 90 %. La Federación estimó que 400 000 personas fueron desplazadas por Idai. Solicitaron 10 millones de francos suizos para ayudar directamente a 75 000 personas en necesidad. El secretario general de IFCR, Elhadj As Sy, dijo que los esfuerzos de ayuda no se acercaban a la magnitud del suceso y que era probable que las necesidades humanitarias aumentasen. "Debemos prepararnos", añadió.
Médicos Sin Fronteras llegó a la ciudad de Beira el 18 de marzo para evaluar las necesidades médicas y atender a las víctimas. El coordinador de emergencias de MSF tras llegar a Beira un día después dijo: "Lo primero que ves cuando llegas es destrucción, y mucha agua. Desde que hemos llegado nos hemos centrado en comprender la situación y las necesidades de la ciudad. Hay 500 000 habitantes y la mayoría de hogares han quedado dañados o destruidos".
 Naciones Unidas: La Organización de las Naciones Unidas y sus socios solicitaron 36 millones de euros como ayuda de emergencia para las personas afectadas por Idai en Mozambique. La Organización de las Naciones Unidas también indicó que podría tratarse del peor desastre meteorológico en el hemisferio sur en la historia. El 23 de marzo, se declaró la situación como Emergencia de Nivel 3, una categoría que solo tienen las guerras civiles de Yemen, Siria y Sudán del Sur. El 24 de marzo, la ONU hizo un llamamiento urgente para conseguir $282 millones (249 millones de €) para comenzar la reconstrucción de Mozambique en los próximos tres meses.
 Unión Europea: La Unión Europea anunció una ayuda de 3.5 millones para Mozambique, Zimbabue y Malaui tras el paso del ciclón. Canalizó la ayuda en dos millones para Mozambique, uno para Malaui y 500 000 € para Zimbabue, así como 250 000 € de ayuda humanitaria inicial. La Unión Europea también cubriría el apoyo logístico para alcanzar las poblaciones afectadas.
 México: El gobierno mexicano expresó su solidaridad con los países de Malaui, Mozambique y Zimbabue a través de un tuit de la Secretaría de Relaciones Exteriores: 'El @GobiernoMX expresa su solidaridad con Malaui, Mozambique y Zimbabue por la pérdida de vidas, alto número de damnificados y daños materiales causados por el ciclón Idai.'
 España: El gobierno español expresó su 'profundo pesar' por las víctimas y los daños ocasionados por el ciclón y realizó una contribución de 50 000 euros en ayuda humanitaria. Se espera que un avión con ayuda humanitaria fruto de la operación entre la AECID y la Cruz Roja Española con kits de cocina y de higiene llegue a la ciudad de Beira el 23 de marzo. Además, se ha ofrecido a la UE el despliegue de un hospital de campaña y por primera vez, un Centro de Coordinación de Respuesta de Emergencias, un hospital START (Equipo Español de Respuesta Humanitaria Técnica, por sus siglas en inglés), que implica disponer en menos de 72 horas de un equipo sanitario compuesto por más de 40 profesionales y de un hospital de campaña.
 Noruega: Noruega destinó 6 millones de NOK (618 000 euros) para paliar los daños del ciclón. El ministro de asuntos exteriores noruego, Eriksen Søreide, dijo "La situación humanitaria en Mozambique, Malawi y Zimbabue es precaria tras la devastación del ciclón Idai. Noruega proporcionará 6 millones de NOK en ayuda humanitaria a todos los afectados, y considerará aumentar su apoyo". El apoyo será canalizado mediante el Programa Mundial de Alimentos.
 Reino Unido: El 18 de marzo el Ministerio de Desarrollo Internacional de Reino Unido proporcionó £6 millones (7 millones de €) para paliar la situación en Malaui y Mozambique. El siguiente día, añadió 7 500 kits de refugio y 100 tiendas de campaña familiares. El 20 de marzo, £12 millones (13.87 millones de euros) en comida, agua y refugios fueron donados.
 EAU: La Media Luna Roja de los Emiratos Árabes Unidos anunció que proveerá 18.3 millones de dirhams (4.36 millones de euros) para paliar los efectos del ciclón, que han afectado a más de 1.5 millones de personas. La ayuda consiste en ayuda alimenticia y suplementos alimenticios para menores, suministros médicos y medicinales y cobijo para asistir a 600 000 personas entre los tres países. También se envió un delegado a cada país afectado.
 Sudáfrica: Las Fuerzas de Defensa de Sudáfrica proporcionaron asistencia aérea y terrestre durante las labores de rescate tanto en Malaui como en Mozambique desde el 16 de marzo. Ian Scher, piloto de rescate habló de la dificultad de tener que tomar decisiones en dicha situación, teniendo que dejar a gente morir para poder salvar a otras personas, "a veces solo puede salvar a dos de cada cinco, a veces tiramos alimentos y vamos a por otros en mayor necesidad".
 Singapur: La Cruz Roja de Singapur contribuyó a aliviar los efectos del ciclón con $90 000 (79 000 euros). El presidente de la Cruz Roja del país asiático, Benjamin William, mencionó que "La magnitud de la devastación aún se está desarrollando, con miles de personas aún varadas y esperando ser rescatadas. Los esfuerzos de ayuda están en curso, pero todavía hay mucho trabajo por hacer. Cruz Roja continuará supervisando la situación y trabajando estrechamente con nuestras sociedades hermanas para determinar las necesidades inmediatas a medio plazo y para proporcionar más apoyo cuando sea necesario".
 Portugal: Portugal envió dos aviones C-130 de la Fuerza Aérea Portuguesa con personal militar, personal sanitario y un equipo de desastres el día 21 de marzo con rumbo a Mozambique. El país aportó 29 000€ adicionales.
 India: La Armada India desvió tres barcos militares que realizaban maniobras en el Océano Índico con rumbo al puerto de Beira, tras la petición de ayuda del gobierno de Mozambique. El buque INS Sujata llegó el 18 de marzo al puerto de Beira, así como el ICGS Sarathi. El INS Shardul llegó el 19 de marzo.
 Marruecos: El 24 de marzo, el gobierno marroquí desplegó cuatro aeronaves de las Fuerzas Armadas portando un total de 39 toneladas de mercancías. 
 Canadá: Canadá distribuyó 3.5 millones de dólares canadienses (2.3 millones de euros) entre las organizaciones humanitarias que trabajan en las zonas afectadas por Idai. 

##### Países afectados
Mozambique: Filipe Nyussi, presidente del país con mayor número de víctimas por el ciclón, declaró el estado de emergencia en el país, así como tres días de luto nacional, y dijo que 'Todo indica que podría haber más de 1000 muertos', tras sobrevolar la ciudad de Beira, la más afectada, y la cual, según la Cruz Roja, estaba destruida y anegada en un 90 %. 'Se ven cuerpos flotando durante el vuelo, un verdadero desastre humanitario de grandes proporciones' mencionó Nyussi tras sobrevolar la ciudad. El gobierno de Mozambique pidió una base de datos de las personas desaparecidas urgentemente, para poder ayudar a la población a encontrar a sus familiares, temiéndose que pudiera haber miles de desaparecidos.
 Zimbabue: El presidente Emmerson Mnangagwa declaró estado de emergencia poco después de la tormenta y desplegó al Ejército Nacional y la Fuerza Aérea. Se estableció un centro de comando en Harare el 17 de marzo para coordinar los esfuerzos de rescate y socorro. Las fuertes lluvias persistentes, las continuas inundaciones y los deslaves impidieron los esfuerzos de socorro, dejando a muchos residentes sin ayuda. El concejal de Harare, Jacon Mafume, calificó el evento como un "grave crisis humanitaria" y pidió al estado una "intervención a gran escala para evitar un desastre bíblico".
 Malaui: El presidente Peter Mutharika declaró el estado de emergencia movilizando a las fuerzas de defensa del país. El gobierno estimó en $16.4 millones necesarios para sanar los efectos de las inundaciones. El gobierno cifró en 120 000 las personas en necesidad urgente de ayuda. El 11 de marzo, la Cruz Roja de Malaui, con ayuda de la Cruz Roja de Dinamarca ayudaron con 22 000 € en ayudas a las personas desplazadas. La Autoridad de Ingresos de Malaui donó 25 500 € en comida, así como 2 600€ en donación monetaria. Se establecieron 187 campos de evacuación, mientras que los colegios y las iglesias fueron utilizadas como refugios. Aun así, no se dio abasto y mucha gente tuvo que dormir en la calle.

## Brotes de enfermedades
Las agencias sanitarias alertaron los primeros días tras el ciclón de la urgente necesidad de proveer a la población de agua potable, así como de las pésimas condiciones higiénicas actuales del agua, lo que podría crear brotes de Cólera, Fiebre Tifoidea, Malaria y Diarrea. Hasta el 31 de marzo se confirmaron 517 casos de Cólera en Beira. El 4 de abril, ya eran más de 1 500 los casos confirmados. Médicos Sin Fronteras alertó de un aumento de 200 casos por día alertó de que se habían detectado los primeros casos de Cólera en Beira, así como un aumento en los casos de Malaria. Se reportaron al menos cuatro casos de Fiebre Tifoidea en la región de Manica. así como 2 700 casos de diarrea, a fecha del 26 de marzo.
La Cruz Roja describió el riesgo de aparición de brotes de enfermedades en la región como una "bomba de tiempo". La Cruz Roja de Canadá estableció un hospital de campaña con 53 toneladas de suministros médicos. El gobierno chino roció Beira con desinfectante, y también envió médicos. El 1 de abril, la OMS envió cerca de 900 000 vacunas contra el Cólera, y otras 900 000 redes para mosquitos. La campaña de vacunación comenzó el 3 de abril.